# Phoradendron mucronatum
Phoradendron mucronatum là một loài thực vật có hoa trong họ Santalaceae. Loài này được (DC.) Krug & Urb. miêu tả khoa học đầu tiên năm 1897.